# Список президентів Сомалі
Це список президентів Сомалі. З моменту об'єднання та набуття незалежності в 1960 році у Сомалі було 9 офіційних президентів. Також низка політиків виконувала обов'язки президента.

## Список
| Прізвище                                            | Прізвище                                      | Зображення | Дата народження | Дата смерті | Початок повноважень | Кінець повноважень                                  | Політична партія                                                   |
| --------------------------------------------------- | --------------------------------------------- | ---------- | --------------- | ----------- | ------------------- | --------------------------------------------------- | ------------------------------------------------------------------ |
| • Сомалійська республіка (1960—1969) •              |                                               |            |                 |             |                     |                                                     |                                                                    |
| 1                                                   | Аден Абдулла Осман Даар                       |            | 1908            | 2007        | 1 липня 1960        | 10 червня 1967                                      | Ліга молодих сомалійців                                            |
| 2                                                   | Абдірашид Алі Шермарк                         |            | 1919            | 1969        | 10 червня 1967      | 15 жовтня 1969 (убитий)                             | Ліга молодих сомалійців                                            |
| —                                                   | Шейх Мухтар Мохамед Хусейн в.о. президента    |            | 1912            | 2012        | 15 жовтня 1969      | 21 жовтня 1969 (усунений)                           | Ліга молодих сомалійців                                            |
| • Демократична Республіка Сомалі (1969—1991) •      |                                               |            |                 |             |                     |                                                     |                                                                    |
| 3                                                   | Мохаммед Сіад Барре                           |            | 1919            | 1995        | 21 жовтня 1969      | 26 січня 1991 (усунений)                            | Збройні сили Сомалі / Сомалійська революційна соціалістична партія |
| • Тимчасовий уряд Сомалі (1991—1997) •              |                                               |            |                 |             |                     |                                                     |                                                                    |
| 4                                                   | Алі Махді Мухаммед                            |            | 1939            | 2021        | 27 січня 1991       | 3 січня 1997                                        | Конгрес єдиного Сомалі                                             |
| Посада вакантна (3 січня 1997–27 серпня 2000)       |                                               |            |                 |             |                     |                                                     |                                                                    |
| • Перехідний національний уряд Сомалі (2000—2004) • |                                               |            |                 |             |                     |                                                     |                                                                    |
| 5                                                   | Абдулкасим Салад Хасан                        |            | 1941            | —           | 27 серпня 2000      | 14 жовтня 2004                                      | позапартійний                                                      |
| • Перехідний федеральний уряд Сомалі (2004—2012) •  |                                               |            |                 |             |                     |                                                     |                                                                    |
| 6                                                   | Абдуллагі Юсуф Ахмед                          |            | 1934            | 2012        | 14 жовтня 2004      | 29 грудня 2008 (пішов у відставку)                  | позапартійний                                                      |
| —                                                   | Адан Мухамед Нур Мадобе в.о. президента       |            | 1957            | —           | 29 грудня 2008      | 31 січня 2009                                       | Армія опору Раханвейн                                              |
| 7                                                   | Шариф Шейх Ахмед                              |            | 1966            | -           | 31 січня 2009       | 20 серпня 2012                                      | Альянс перевизволення Сомалі                                       |
| • Федеративна республіка Сомалі (з 2012 року) •     |                                               |            |                 |             |                     |                                                     |                                                                    |
| —                                                   | Мусе Хассан Шейх Саїд Абдулле в.о. президента |            | 1939            | —           | 20 серпня 2012      | 28 серпня 2012                                      | позапартійний                                                      |
| —                                                   | Мохамед Осман Джаварі в.о. президента         |            | 1945            | 2024        | 28 серпня 2012      | 16 вересня 2012                                     | позапартійний                                                      |
| 8                                                   | Хасан Шейх Махмуд                             |            | 1955            | -           | 16 вересня 2012     | 16 лютого 2017                                      | Партія миру та розвитку                                            |
| 9                                                   | Мохамед Абдуллагі Мохамед                     |            | 1962            | -           | 16 лютого 2017      | 2022 (термін дії мандату закінчився 16 лютого 2021) | Тайо (партія)                                                      |
| 10                                                  | Хасан Шейх Махмуд                             |            | 1955            | -           | 23 травня 2022      | —                                                   | Союз за мир і розвиток                                             |